# Magnaat (titel)

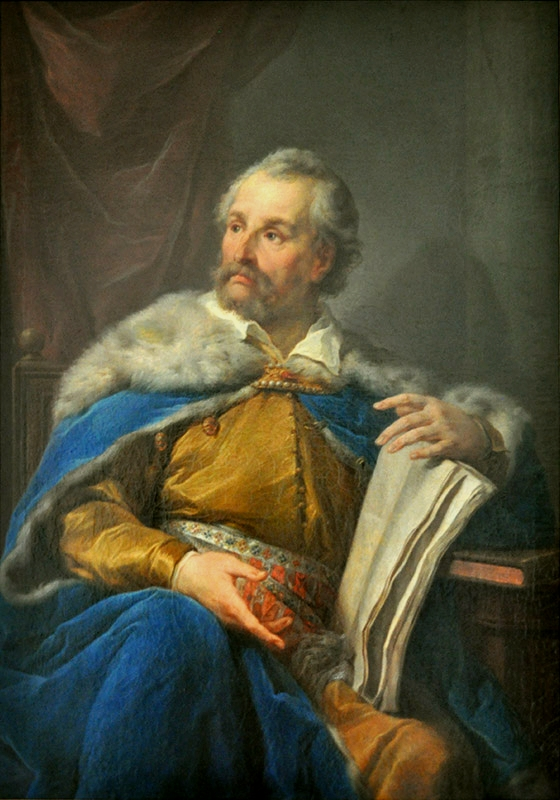
Jan Zamoyski, een belangrijk 16e-eeuwse Poolse Magnaat.

Magnaat (Latijn: magno-natus (hooggeborene), "magnatus") is een titel die wijst op de hoge positie van iemand. Vaak spreekt men ook wel van rijksgrote of landsgrote.
Zo heten in Hongarije de leden van de hoge adel, de rijksbaronnen, die krachtens de vroegere staatsregeling door hun geboorte aandeel hadden aan de vertegenwoordiging van het land. De vergadering van dezen droeg de naam Magnatenhuis.
In Polen geeft men de naam van magnaten aan de senatoren, de leden van de rijksraad (Rada królewska) en de hoge adel.

## Referentie
- art. Magnaten, in S. de Bruin, Historisch en Geographisch Woordenboek, II, Leiden, 1869, p. 450.